# 5-HT2 receptor
5-HT2 receptori su potfamilija 5-HT receptora koji vezuju endogeni neurotransmiter serotonin (5-hidrokstriptamin, 5-HT). 5-2 potfamilija sadrži tri G protein-spregnuta receptora koji vezuju  i posreduju pobuđivačku neurotransmisiju. Ova grupa obuhvata 5-2A, , i .